# Lescheroux

Lescheroux este o comună în departamentul Ain din estul Franței.